# Ronde van Italië 2015/Zevende etappe
De zevende etappe  van de Ronde van Italië 2015 werd verreden op 15 mei 2015. De renners reden een vlakke rit van 264 kilometer van Grosseto naar Fiuggi, de langste etappe van deze Giro. Onderweg lag er één heuveltje dat meetelde voor het bergklassement. De slotfase was echter ook heuvelachtig, met de aankomst op een klimmetje. De Italiaan Diego Ulissi pakte de ritzege door de sprint van een uitgedund peloton te winnen.

## Verloop
Klassementsleider Alberto Contador, die in de rit van gisteren was gevallen, besloot vandaag om gewoon te starten. Met een lengte van 264 kilometer was deze zevende etappe de langste rit in de Ronde van Italië dit jaar, maar dat weerhield de Italianen Marco Bandiera, Nicola Boem en Pierpaolo De Negri en de Bulgaar Nikolaj Michajlov er niet van om een ontsnapping op touw te zetten. Voor Bandiera was het de tweede rit in successie dat hij in de kopgroep zat.
De vier reden bijna de hele rit vooraan en kregen een maximale voorsprong van negen minuten. Bandiera won de tussensprints en De Negri kwam als eerste het enige bergje van de dag over. Mede dankzij de tegenwind en het jagende peloton werd het kwartet een kilometer of twintig voor de finish ingelopen.
Het tempo in het peloton - onder aanvoering van de Tinkoff-Saxoploeg (Contador) - lag daarna erg hoog, waardoor een aanzienlijk deel van het peloton (waaronder de meerderheid van de Nederlanders en Belgen) moest lossen. Bij het ingaan van de laatste kilometer werd de meute geleid door de treintjes van Lampre-Merida (voor Diego Ulissi) en Orica-GreenEdge (voor voormalig rozetruidrager Simon Gerrans). Ulissi toonde zich vervolgens in de sprint de sterkste; de Italiaan had meer dan een fietslengte voorsprong op Juan José Lobato en Gerrans, die respectievelijk tweede en derde werden. De Belg Philippe Gilbert kon zich wegens kettingproblemen niet mengen in de sprint om de dagzege en moest zich tevreden stellen met een dertiende plaats.

### Tussensprints
| Tussensprint Autodromo Vallelunga na 151,8 km |                     |        |
| Plaats                                        | Naam                | Punten |
| Winnaar                                       | Marco Bandiera      | 20     |
| 2                                             | Nicola Boem         | 12     |
| 3                                             | Pierpaolo De Negri  | 8      |
| 4                                             | Nikolaj Michajlov   | 6      |
| 5                                             | Sacha Modolo        | 4      |
| 6                                             | Giacomo Nizzolo     | 3      |
| 7                                             | Elia Viviani        | 2      |
| 8                                             | Maximiliano Richeze | 1      |

| Tussensprint Cave na 229,7 km |                    |        |
| Plaats                        | Naam               | Punten |
| Winnaar                       | Marco Bandiera     | 20     |
| 2                             | Nicola Boem        | 12     |
| 3                             | Pierpaolo De Negri | 8      |
| 4                             | Nikolaj Michajlov  | 6      |
| 5                             | Giacomo Nizzolo    | 4      |
| 6                             | Elia Viviani       | 3      |
| 7                             | Michael Hepburn    | 2      |
| 8                             | Sérgio Paulinho    | 1      |

### Bergsprint
| Beklimming Monterotondo na 184,5 km | Beklimming Monterotondo na 184,5 km | 4e cat. 2,5 km à 5,1% | 4e cat. 2,5 km à 5,1% |
| Plaats                              | Naam                                | Punten                |                       |
| Winnaar                             | Pierpaolo De Negri                  | 3                     |                       |
| 2                                   | Marco Bandiera                      | 2                     |                       |
| 3                                   | Nikolaj Michajlov                   | 1                     |                       |

### Meeste kopkilometers
| Naam              | Kilometers |
| ----------------- | ---------- |
| Nikolaj Michajlov | 225        |

## Uitslag
| Grosseto - Fiuggi (264 km) |                   |                         |          |
| Plaats                     | Naam              | Ploeg                   | Tijd     |
| Winnaar                    | Diego Ulissi      | Lampre-Merida           | 7u22'21" |
| 2                          | Juan José Lobato  | Movistar                | z.t.     |
| 3                          | Simon Gerrans (E) | Orica-GreenEdge         | z.t.     |
| 4                          | Manuel Belletti   | Southeast               | z.t.     |
| 5                          | Enrico Battaglin  | Bardiani CSF            | z.t.     |
| 6                          | Sonny Colbrelli   | Bardiani CSF            | z.t.     |
| 7                          | Fabio Felline     | Trek Factory Racing     | z.t.     |
| 8                          | Grega Bole        | CCC Sprandi Polkowice   | z.t.     |
| 9                          | Kévin Reza        | FDJ                     | z.t.     |
| 10                         | Sergej Lagoetin   | Katjoesja               | z.t.     |
| 11                         | Davide Appollonio | Androni Giocattoli-Sid. | z.t.     |
| 12                         | Anthony Roux      | FDJ                     | z.t.     |
| 13                         | Philippe Gilbert  | BMC                     | z.t.     |
| 14                         | Francesco Gavazzi | Southeast               | z.t.     |
| 15                         | Davide Formolo    | Cannondale-Garmin       | z.t.     |

## Klassementen
| Algemeen klassement |                   |                   |           |
| Plaats              | Naam              | Ploeg             | Tijd      |
| Roze trui           | Alberto Contador  | Tinkoff-Saxo      | 27u48'00" |
| 2                   | Fabio Aru         | Astana            | +2"       |
| 3                   | Richie Porte      | Team Sky          | +20"      |
| 4                   | Roman Kreuziger   | Tinkoff-Saxo      | +22"      |
| 5                   | Dario Cataldo     | Astana            | +28"      |
| 6                   | Esteban Chaves    | Orica-GreenEdge   | +37"      |
| 7                   | Giovanni Visconti | Movistar          | +56"      |
| 8                   | Mikel Landa       | Astana            | +1'01"    |
| 9                   | Davide Formolo    | Cannondale-Garmin | +1'15"    |
| 10                  | Andrey Amador     | Movistar          | +1'18"    |

| Puntenklassement |                 |                         |        |
| Plaats           | Naam            | Ploeg                   | Punten |
| Rode trui        | Elia Viviani    | Team Sky                | 78     |
| 2                | André Greipel   | Lotto Soudal            | 75     |
| 3                | Marco Bandiera  | Androni Giocattoli-Sid. | 60     |
| 4                | Diego Ulissi    | Lampre-Merida           | 50     |
| 5                | Giacomo Nizzolo | Trek Factory Racing     | 47     |

| Bergklassement |                  |                   |        |
| Plaats         | Naam             | Ploeg             | Punten |
| Blauwe trui    | Jan Polanc       | Lampre-Merida     | 15     |
| 2              | Pavel Kotsjetkov | Katjoesja         | 15     |
| 3              | Davide Formolo   | Cannondale-Garmin | 14     |
| 4              | Edoardo Zardini  | Bardiani CSF      | 14     |
| 5              | Diego Ulissi     | Lampre-Merida     | 12     |

| Jongerenklassement |                        |                   |           |
| Plaats             | Naam                   | Ploeg             | Tijd      |
| Witte trui         | Fabio Aru              | Astana            | 27u48'02" |
| 2                  | Esteban Chaves         | Orica-GreenEdge   | +35"      |
| 3                  | Davide Formolo         | Cannondale-Garmin | +1'13"    |
| 4                  | Francesco M. Bongiorno | Bardiani CSF      | +15'43"   |
| 5                  | Jan Polanc             | Lampre-Merida     | +17'30"   |

| Ploegenklassement (tijd) |              |           |
| Plaats                   | Ploeg        | Tijd      |
| 1                        | Astana       | 82u46'17" |
| 2                        | BMC          | +40"      |
| 3                        | Team Sky     | +2'23"    |
| 4                        | Movistar     | +5'11"    |
| 5                        | Tinkoff-Saxo | +5'50"    |

| Ploegenklassement (punten) |                 |      |
| Plaats                     | Ploeg           | Tijd |
| 1                          | Orica-GreenEdge | 194  |
| 2                          | Lampre-Merida   | 139  |
| 3                          | Astana          | 127  |
| 4                          | Southeast       | 118  |
| 5                          | BMC             | 103  |

### Overige klassementen
| Tussensprintklassement |                  |                         |        |
| Plaats                 | Naam             | Ploeg                   | Punten |
| 1                      | Marco Bandiera   | Androni Giocattoli-Sid. | 30     |
| 2                      | Philippe Gilbert | BMC                     | 20     |
| 3                      | Marco Frapporti  | Androni Giocattoli-Sid. | 20     |

| Combativiteitsklassement |                  |                         |        |
| Plaats                   | Naam             | Ploeg                   | Punten |
| 1                        | Jan Polanc       | Lampre-Merida           | 16     |
| 2                        | Marco Bandiera   | Androni Giocattoli-Sid. | 15     |
| 3                        | Philippe Gilbert | BMC                     | 14     |

| Strijdlustklassement |                    |                         |        |
| Plaats               | Naam               | Ploeg                   | Punten |
| 1                    | Marco Bandiera     | Androni Giocattoli-Sid. | 373    |
| 2                    | Nikolaj Michajlov  | CCC Sprandi Polkowice   | 225    |
| 3                    | Pierpaolo De Negri | Nippo-Vini Fantini      | 224    |

| Azzurri d'Italia |                |                   |        |
| Plaats           | Naam           | Ploeg             | Punten |
| 1                | André Greipel  | Lotto Soudal      | 5      |
| 2                | Davide Formolo | Cannondale-Garmin | 4      |
| 3                | Jan Polanc     | Lampre-Merida     | 4      |

| Premio Energy |                   |           |        |
| Plaats        | Naam              | Ploeg     | Punten |
| 1             | Giovanni Visconti | Movistar  | 4      |
| 2             | Joeri Trofimov    | Katjoesja | 4      |
| 3             | Sergej Lagoetin   | Katjoesja | 4      |

## Opgaves
- Daniele Colli (Nippo-Vini Fantini)

1e etappe ·
2e etappe ·
3e etappe ·
4e etappe ·
5e etappe ·
6e etappe ·
7e etappe ·
8e etappe ·
9e etappe ·
10e etappe ·
11e etappe ·
12e etappe ·
13e etappe ·
14e etappe ·
15e etappe ·
16e etappe ·
17e etappe ·
18e etappe ·
19e etappe ·
20e etappe ·
21e etappe
Startlijst · Eindstanden · Afbeeldingen